# San Martino Siccomario
San Martino Siccomario là một đô thị ở tỉnh Pavia trong vùng Lombardia của Ý, có cự ly khoảng 35 km về phía nam của Milan và khoảng 4 km về phía tây nam của Pavia.
San Martino Siccomario giáp các đô thị sau: Carbonara al Ticino, Cava Manara, Pavia, Travacò Siccomario.